# Orthosia hamifera
Orthosia hamifera là một loài bướm đêm trong họ Noctuidae.